# Totatlanika River
Der Totatlanika River ist ein etwa 114 Kilometer langer linker Nebenfluss des Tanana River im Interior des US-Bundesstaats Alaska.

## Flusslauf
Der Totatlanika River entsteht im Norden der westlichen Hayes Range, ein Abschnitt der Alaskakette,  32 km ostnordöstlich von Healy, am Zusammenfluss von Dexter Creek (links, 8,6 km lang) und All Gold Creek (rechts, 5,2 km lang) auf einer Höhe von 858 m. Der Totatlanika River fließt in überwiegend nördlicher Richtung, die ersten 53 Kilometer durch die nördlichen Ausläufer der Alaskakette. Etwa bei Flusskilometer 100 befindet sich unweit vom östlichen Flussufer der Totatlanika River Airport, ein kleines Flugfeld. Direkt am Flussufer befinden sich ein paar Häuser, von denen eine Piste zum nahen Flugfeld führt. Der Totatlanika River fließt auf seinen unteren 60 Kilometer durch die Tanana-Kuskokwim-Niederung. Auf diesem Flussabschnitt verläuft der Totatlanika River 20 km östlich vom Nenana River. Der Totatlanika River mündet schließlich 10,5 km östlich von Nenana in den Tanana River. Am Unterlauf befinden sich mehrere teils verlandete Flussarme, in denen früher der Totatlanika River floss. Eine historische Mündung des Flusses lag 4 km weiter östlich. Etwa 4 Kilometer oberhalb der aktuellen Mündung erreicht der Totatlanika River einen Flussarm, der sich möglicherweise in naher Zukunft zu einem südlichen Seitenarm des Tanana River entwickeln könnte.

## Einzugsgebiet
Der Totatlanika River entwässert ein Areal von etwa 1160 km². Das Einzugsgebiet grenzt im Osten an das des Tatlanika Creek, im Süden an das des Healy Creek sowie im Westen an das des Nenana River.

## Namensgebung
Der Flussname stammt aus der Sprache der Tanana-Indianer. Der Flussname wurde von Bergarbeitern übernommen und 1906 von L. M. Prindle vom U.S. Geological Survey (USGS) gemeldet.